# Václav Nelhýbel
Václav Nelhýbel (24. září 1919 Polanka nad Odrou – 22. března 1996 Scranton, Pensylvánie) byl česko-americký hudební skladatel.

## Život
Narodil se 24. září 1919 ve slezské Polance nad Odrou jako poslední, páté dítě manželům Žofii a Karlovi Nelhyblovým.
Bratranec z matčiny strany byl také slavný český skladatel Ilja Hurník (1922–2013).
Vystudoval Arcibiskupské gymnázium v Praze-Bubenči a klasickou filologii na Karlově univerzitě. Vedle toho studoval skladbu na Pražské konzervatoři. Byl sbormistrem pěveckého sboru Slavie.
Po roce 1942 opustil Protektorát Čechy a Morava. Studoval hudební vědu na univerzitě ve Fribourgu ve Švýcarsku.
Studoval také na Karlově univerzitě (filosofii, muzikologii, latinu a řečtinu). Po emigraci v roce 1948 se již nikdy nesetkal se svou rodinou, rozvedl se, znovu oženil a nebylo mu umožněno být přítomen pohřbu svých rodičů v letech 1954 a 1955. Po sametové revoluci pak odmítal navštívit svou rodnou obec.
V letech 1950–1957 působil jako hudební ředitel rozhlasové stanice Svobodná Evropa. Od roku 1957 žil v USA, kde vytvořil většinu svého hudebního díla. Přednášel na několika vysokých školách, mj. na University of Massachusetts Lowell. V době své smrti 22. března 1996 byl skladatelem při University of Scranton.
Měl absolutní sluch a fenomenální paměť. Hovořil devíti jazyky. Dodnes je považován za jednoho z nejvýznamnějších skladatelů 20. století, jeho díla jsou hrána po celém světě a přesto je u nás "téměř neznámý".

## Dílo
Byl velice plodný skladatel. Komponoval koncerty, opery, komorní hudbu, orchestrální skladby, skladby pro dechové soubory, sbory i malá hudební tělesa. Během jeho života bylo publikováno na 400 prací a dalších cca 200 je připraveno k publikaci. Soupis Nelhýbelova díla je dostupný ZDE.

## Ocenění
Václav Nelhýbel obdržel za své skladby mnoho mezinárodních ocenění:
- Cena Mezinárodního festivalu hudby a tance 1947, Kodaň, Dánsko (balet Ve stínu lípy)
- První cena Ravitch Foundation 1954, New York (opera Legenda)
- "Oscar" of the band world (1978)
- Cena Academy of Wind and Percussion Arts

Získal také čtyři čestné doktoráty amerických univerzit.

## Diskografie
- The Symphony Orchestra and Its Instruments (1959) Archivováno 16. 7. 2012 na Wayback Machine.
- Twelve-Tone Composition Prepared by Vaclav Nelhybel (1961) Archivováno 16. 7. 2012 na Wayback Machine.
- Forms in Instrumental Music: Prepared by Vaclav Nelhybel (1962) Archivováno 16. 7. 2012 na Wayback Machine.
- Modal Counterpoint in the Style of the 16th Century Prepared by Vaclav Nelhybel (1962) Archivováno 16. 7. 2012 na Wayback Machine.
- Music Arrangement: Prepared by Vaclav Nelhybel - Musical Examples Played by Chamber Orchestra (1962) Archivováno 16. 7. 2012 na Wayback Machine.
- Traditional Harmony Prepared by Vaclav Nelhybel (1962) Archivováno 16. 7. 2012 na Wayback Machine.
- The Fugue in the Style of the 18th Century (1964) Archivováno 16. 7. 2012 na Wayback Machine.
- Tonal Counterpoint in the Style of the 18th Century Prepared by Vaclav Nelhybel (1964) Archivováno 16. 7. 2012 na Wayback Machine.
- Outer Space: Music by Vaclav Nelybel (1974) Archivováno 16. 7. 2012 na Wayback Machine.

## Další informace
Město Polanka nad Odrou nazvalo po svém rodákovi místní park (Park Václava Nelhýbla).